# Mételyek
A mételyek (Trematoda) a laposférgek (Platyhelminthes) törzsének legtöbb fajt számláló osztálya közel 11 000 fajjal.

## Megjelenésük, felépítésük
Többségük mérete néhány mm és 50 mm között van, de egyes fajok elérhetik az 1,5 méter hosszúságot is.
Színük általában áttetsző vagy fehéres. Lapított testük megnyúlt vagy kiszélesedett, levél alakú.
Különleges felépítésű kültakarójuk nem tartalmaz csillós sejteket, méghozzá azért, mert legkülső rétege, a tegumentum az alapréteg és az izomrétegek alatt, az úgynevezett parenchimasejtek között ülő perikarionsejtek az izmok közt és az alaprétegen átbújó plazmanyúlványainak összeolvadásából alakul ki. Ez az úgynevezett szinciciális védőburok védi a parazitát a gazdaállat enzimjeitől és immunrendszerének védekező sejtjeitől. Felszínét mikrobolyhok borítják, közöttük gyakran a megkapaszkodást segítő tüske- és pikkelyszerű képletekkel. A tegumentum teszi lehetővé, hogy a métely testfalén át szívhassa fel a tápanyagokat, üríthesse bomlástermékeit, cserélhesse ki a gázokat. Mitokondriumok is előfordulnak benne (Bakonyi et al.).
Életmódjukkal összhangban szájnyílásukat feji szívóka veszi körül. Egyes fajok hasoldalán középtájt vagy a hátrébb egy tapadószerv, a hasi szívóka (acetabulum) is kialakult (Bakonyi et al.).
A legtöbb fajnak izmos garatja, rövid, izmos nyelőcsöve és vakon végződő, kétágú vagy elágazó bélrendszere van. A bélrendszer két szakasza az elő- és a középbél. Egyes fajok középbele a test végén összekapcsolódik (Állatrendszertan).
Kiválasztó szervük az elővesécske. Ebben nagyon sok a lángsejt, amelyekhez kis csatornák vezetnek. A közös kivezető pórus a test végén nyílik. A lángsejtek száma és az elvezető csatornák elrendeződése faji jellegzetesség (Bakonyi et al.).
Idegrendszerűk általában hálózatos. Az agydúcokból párosan dorzális, ventrális és laterális idegtörzsek indulnak ki, ezeket pedig harántágak (comissurák) kötik össze. Különlegesek a kilépő „környéki idegek”. Érzékszerveik a szívókorongjaikon található tapintószervek kivételével (Állatrendszertan) gyengén fejlettek.
Fajaik többsége hímnős (hermafrodita). Ivarszerveik rendszere nagyon bonyolult; testük nagyobb részét ez tölti ki (Biológia2). A páros, olykor gazdagon elágazó herék többnyire a test középső részén helyezkednek el, a páratlan számú, sokszor elágazó szerkezetű petefészek változatos helyeken lehet. A közös ivarnyílás általában a test elülső vége felé, a hasoldalon található. A test két szélén sok, a petesejteket sziksejtekkel ellátó szikmirigy foglal helyet. A legtöbb faj uteruszát megtöltik a barázdálódásnak indult peték (Bakonyi et al.).

## Életmódjuk, élőhelyük
Mindegyik fajuk parazita, és kifejlett állapotukban szinte valamennyien gerinces állatok belső élősködői (endoparaziták). A végleges gazdában többnyire a bélcsatornában élnek, a vérerekben vagy más zsigeri szervekben jóval ritkábban fordulnak elő. Elsősorban a sejttörmelékeket, a szövetnedveket, a nyálkaanyagokat és a vért szívják fel (Bakonyi et al.).
Lárváik halandósága miatt nagyon sok petét termelnek — egyes fajok akár összesen félmilliót is. Kültakarójuk felépítése alapján a lárvák két típusát különböztetjük meg:
- a csillós miracídium lárvák kültakarója részben,
- a csillótlan kotilocídium lárváké szinte teljesen neodermiszből áll (Állatrendszertan).

### Rendszertani felosztásuk
Felosztásuk elvi alapja az életciklus: eszerint különböztetjük meg:
- a közvetlen fejlődésű mételyeket (Aspidogastrea) és
- a közvetett fejlődésű mételyeket (Digenea).

A gyakorlatban (Állatrendszertan) a közvetlen fejlődésű mételyek taxonjába is tartoznak fakultatív gazdacserével fejlődő (pl. Aspidogaster spp.) fajok, sőt obligát gazdacserével fejlődő taxonok is (pl. Lophotaspis spp., Stichocotyle spp.) Lárváik kotilocídium típusúak. Gazdáik rendszerint puhatestűek (csigák, kagylók), de megtelepedhetnek gerincesekben (halakban, teknősökben) is, ha azok megeszik a még ki nem fejlett mételyekkel fertőzött puhatestűeket. Egyes fajaik néhány hétig gazdaállat nélkül is életben maradhatnak. Ivartalanul csak kivételesen ritkán sokszorozódnak (Lőrinczi).
Az alosztályt két rendre osztják:
- Aspidogastrida rend egy öregcsalád:
  - Aspidogastrioidea három családjával:
    - Aspidogastridae
    - Multicalycidae
    - Rugogastridae
- Stichocotylida rend egy családdal — Stichocotylidae.

A közvetett fejlődésű mételyek lárvái miracídium típusúak. Sok faj életciklusa igen bonyolult, többféle lárvaállapottal különböző köztes gazdákban (Biológia2). Legalább egy köztes gazdája mindegyiküknek van, méghozzá egy csigafaj. Egyes férgeknek két, ritkábban három köztes gazdára is szüksége van. Gyakran szaporodnak ivartalanul (Lőrinczi).
Ezt az alosztályt is két rendre osztják:
- Diplostomida rend egy alrend (Diplostomata) 3 öregcsaládjával:
  - Brachylaimoidea öregcsalád
  - Diplostomoidea öregcsalád
  - Schistosomatoidea öregcsalád
- szájszuronyos cerkáriájú mételyek (Plagiorchiida) rendje 16 alrenddel:
  - Apocreadiata alrend
  - Bivesiculata alrend
  - Bucephalata alrend
  - májmétely-alkatúak alrendje (Echinostomata)
  - Gymnophallata alrend
  - Haploporata alrend
  - Haplosplanchnata alrend
  - Hemiurata alrend
  - Heronimata alrend
  - Lepocreadiata alrend
  - Monorchiata alrend
  - Opisthorchiata alrend
  - Plagiorchiata alrend
  - Pronocephalata alrend
  - Transversotremata alrend
  - Xiphidiata alrend

és hat egyéb, alrendbe nem sorolt taxonnal.
További négy nem:
1. cerkária (Cercaria)
2. Monostoma
3. Musalia
4. Muttua

rendbe sorolatlan.

### Szaporodásuk
A női ivarszervek a petéket a közös ivarnyíláson adják le; a peték folyamatosan érnek. A hímnős jellegből adódóan megtermékenyítés általában kölcsönös, de ritkábban önmegtermékenyítés is előfordulhat (Bakonyi et al.).
A pete általában a végleges gazda bélsarával kerül a külvilágra, ahol fejlődéséhez többnyire nedves közegre van szüksége. Kedvezőtlen körülmények között is sokáig életképes maradhat, például a májmételyé (Fasciola hepatica) akár évekig is. A csillós lárva a petetokon található kupak (operculum) felnyílása után bújhat ki.
Ez a szabadon úszó csillós lárva (miracídium) keresi fel a köztes gazda csigát. Többnyire maga hatol be abba, de előfordulhat, hogy a csiga a petét még a lárva kibújása előtt lelegeli. A miracídium epidermisze 4–5 sejtrétegből áll; a felszíni sejtsor csillós. Feje kihegyezett, két szemfolttal. Ennek a lárvának még csak két lángsejtje van. Az izmokat és érzékszerveket a kezdetleges agy idegzi be. A miracidium addig úszik, amíg véletlenül vagy kemoreceptorai segítségével rá nem talál köztes gazdájára. Abba a mirigyei által termelt enzimek segítségével hatol be.
A köztes gazdában csillóit elvesztve csíratömlővé (sporocisztává) alakul, és zsákszerűen megnő. Benne olyan embrionális sejtek vannak, amelyek leánysporocisztává fejlődhetnek vagy közvetlenül dajka- (redia) alakokat képezhetnek. Fajfüggő, hogy a sporociszta tartalmazhat-e a leánysporocisztákon kívül rediákat vagy már cerkáriákat is.
A rediáknak szájnyílása, rövid bélszakasza, a lángsejtekhez kapcsolódó nefridiális csatornája és kezdetleges idegrendszere van. Testük laterális vagy ventrális részén függelékeik lehetnek. Egyes fajok rediája újabb leányrediákat vagy akár cerkáriákat hoz létre.
A farkos lárva (cerkária) nevét mozgékony farokrészéről kapta. Ennek az alaknak már szívókái vannak. Nefridiális csatornái gyűjtőhólyagban egyesülnek. A cerkária elhagyja a csiga testét, és fajtól függően vagy a második köztes gazda testébe hatol, vagy a szabadban betokozódik (encisztálódik), és átalakul metacerkáriává. Ha ez utóbbi a táplálékkal bekerül a végleges gazdába, akkor ott kifejlett métellyé alakul, és szaporodni kezd.
Egy-egy miracídium fajonként eltérő számú, akár több száz sporocisztát is termelhet, és azok mindegyikéből több száz redia, illetve cerkária fejlődhet; így egyes fajok csillós lárvája akár 200 000 cerkáriát is termelhet. Ez nem valódi poliembriogónia (amikor egy petesejtből számos embrió fejlődik), hanem a sokszorozódás speciális esete. Az első lárvaállapotú alak testében lévő embrionális sejtek differenciálódhatnak, de ilyen képességű utódsejtek az új alakokban is lesznek.